# Кайду, Эпп
Эпп Кайду (эст. Epp Kaidu, настоящее имя Лейда Пауловна Ирд, урождённая Розенблатт; 15 апреля 1915, Лифляндская губерния, Российская империя — 23 июня 1976, Тарту, Эстонская ССР) — эстонский и советский режиссёр театра и кино,  актриса

. Народная артистка Эстонской ССР (1957).

## Биография
В 1934—1936 годах училась в студии драматического искусства в Тарту. В 1937—1939 годах работала в Тартуском рабочем театре. После установления Советской власти в Эстонии в 1940 выступала в театре «Ванемуйне» в Тарту.
Член ВКП (б) с 1940 года. В годы Великой Отечественной войны работала в коллективе Эстонских художественных ансамблей в Ярославле.
С 1940 года — актриса, с 1947 года — режиссёр театра «Ванемуйне». Осуществила на сцене около 100 постановок. Много путешествовала по СССР, включая Грузию, затем Чехословакию и Финляндию. Ставила спектакли в РСФСР и Финляндии.
Окончил Высшие режиссёрские курсы в Москве. Сотрудничал с Эстонским телевидением.
Спектакли Э. Кайду характеризуются чётким раскрытием темы драматургического произведения, психологической глубиной. Э. Кайду — режиссёр достигает слияния слова, музыки, танца, ансамблевости игры, выразительности массовых сцен.
Актёрские работы Э. Кайду отмечены яркостью, разнообразием деталей, искренностью и теплотой.

## Избранные роли
- Салли («Железный дом» Э. Таммлаана),
- Эмилия Вярихейн («Жизнь в цитадели» А. Якобсона),
- Королева («Двенадцать месяцев» С. Маршака),
- Элиза Дулиттл («Пигмалион» Б.Шоу),
- Лаврова («Великая сила» Б. Ромашова),
- Куикли («Виндзорские проказницы» Шекспира),
- Глафира («Егор Булычов и другие» Горького).

## Избранные постановки
- «Борьба без линии фронта» А. Якобсона (1947),
- «Губернатор провинции» Л. Р. Шейнина, братьев Тур (1948),
- «Неуловимое чудо» Э. Вильде (1952),
- «Железный дом» Э. Таммлаана (1954),
- «Любовь Яровая» К. Тренёва (1957);
- «Новогодняя ночь» А. Лийвеса (1958),
- «Живой труп» Л. Толстого (1960),
- «Призраки» А. Якобсона (1960, в Рабочем театре в Финляндии);
- оперетты
  - «Вольный ветер» И. О. Дунаевского (1948),
  - «Только мечта» (1955)
  - «Лесной цветок» (1960) Кырвера и А. Лийвеса,
  - «Кому нужны деньги» Г. Мазанца (1959).

В 1951 году как режиссёр участвовала в съёмках фильма «Свет в Коорди», в 1955 г. — «Счастье Андруса».
Была замужем за Каарелом Ирдом, актёром и режиссёром, Народным артистом СССР. Дочери — Мари Пальм (р. 1947) и Кайсу Адлас-Ирд (1945—2016), актрисы.

## Награды
- Государственная премия Эстонской ССР (1947, 1948 и 1972).
- Орден Трудового Красного Знамени (1956)[1].
- Народная артистка Эстонской ССР (1957).
- Почётная грамота Президиума Верховного Совета Эстонской ССР (1965).
- Орден Дружбы народов (1975).